# Programa do Governo
No âmbito da política de Portugal, Programa do Governo é, segundo o Artigo 188º da Constituição da República Portuguesa (CRP), um documento do qual constam "as principais orientações políticas e as medidas a adoptar ou a propor para governar nos domínios da actividade governamental" de Portugal numa legislatura. É este documento que permite, após a sua aprovação pela maioria absoluta dos deputados presentes na Assembleia da República, marcar o início prático da efectividade de funções do Governo que o propôs. 
Deste modo, a rejeição do Programa do Governo pelo plenário dita a destituição do Governo Constitucional, havendo, depois disso, novas eleições legislativas ou então a chamada de outra personalidade por parte do Presidente da República para formar um executivo e também redigir novo programa. 
O programa do Governo é submetido à apreciação da Assembleia da República através de uma declaração do Primeiro-Ministro, no prazo máximo de dez dias após a sua nomeação (Art. 192 nº1 da CRP).
Se a Assembleia da República não se encontrar em funcionamento efetivo, será obrigatoriamente convocada para o efeito pelo seu Presidente (Art. 192 nº2 da CRP).
O Programa tem de ser apresentado. Sem ele, o Governo não está efetivamente em funções: é um Governo de gestão.
O debate não pode exceder três dias e, até ao seu encerramento, qualquer grupo parlamentar pode propor a rejeição do programa ou o Governo pode pedir a aprovação de um voto de confiança (Art. 192 nº3 da CRP). 
Para que o programa do Governo seja rejeitado, exige-se maioria absoluta dos Deputados em efetividade de funções (Art. 192 nº4 da CRP).
Se este for rejeitado, segundo o Art. 195 nº1 alínea d, o Governo é demitido.